# Kerriodoxa elegans
Kerriodoxa elegans je druh palmy a jediný druh rodu Kerriodoxa. Je to velmi ozdobný, avšak vzácný druh, vyskytující se pouze na dvou lokalitách v jihozápadním Thajsku, kde roste v podrostu sušších tropických lesů. Druh byl popsán v roce 1983. Je to nevelká, dvoudomá palma s mělce členěnými dlanitými listy a krátkým přímým kmenem. Je pěstována v tropech a ve sklenících botanických zahrad jako ceněná okrasná palma a je vysazena i v tropickém skleníku Pražské botanické zahrady v Tróji.

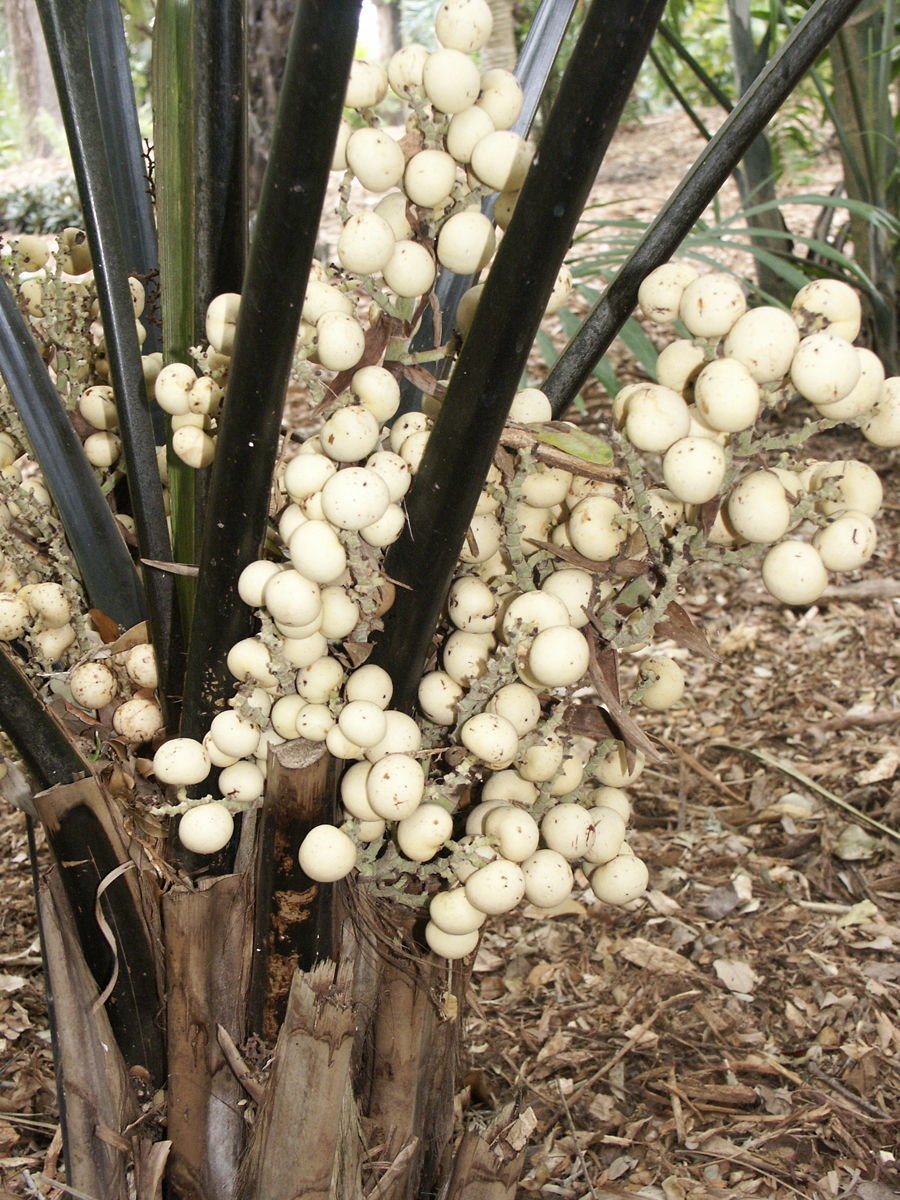
Plodenství Kerriodoxa elegans

## Popis
Kerriodoxa elegans je solitérní, dvoudomá, beztrnná palma s krátkým kmenem krytým listovými bázemi, dorůstajícím maximální výšky 5 metrů. Listy jsou dlanité, induplikátní, s čepelí asi do 1/4 až 1/3 dělenou na jednoduše přeložené, úzké segmenty. Čepele mají průměr až 2 metry, na líci jsou tmavě zelené a lesklé, na rubu křídově bílé. Řapíky jsou na líci žlábkaté, s rovným a ostrým okrajem.
Listové pochvy jsou na straně odvrácené od řapíku rozštěpené. Hastula je na lícové straně listu vyvinutá.
Květenství jsou jednopohlavná a vyrůstají mezi bázemi listů. Samčí květenství se od samičích výrazně liší. Samičí květenství jsou ohnutá, bohatě větvená až do 4. řádu. Samčí květy jsou velmi drobné, nažloutlé, se 6 tyčinkami.
Samičí květenství jsou naproti tomu vzpřímená, podstatně robustnější a stěsnaná, větvená pouze do 2. řádu. Samičí květy jsou větší než samčí, gyneceum je složeno ze 3 plodolistů. Plody jsou žlutooranžové, asi 4,5 cm velké, většinou jednosemenné (výjimečně dvousemenné), s houbovitým mezokarpem.

## Rozšíření a ochrana
Druh je znám pouze ze dvou lokalit v jihozápadním Thajsku. kde roste poměrně hojně na svazích kopců v podrostu sušších, stálezelených tropických lesů v nadmořských výškách od 100 do 300 metrů. Horským hřbetům i dnům údolí se vyhýbá. Jedna lokalita je na ostrově Phuket a je součástí národního parku Khao Phra Thaeo, druhá lokalita je na pevnině v oblasti národního parku Khao Sok.

## Taxonomie
Druh Kerriodoxa elegans byl objeven již v roce 1929, popsán však byl až v roce 1983. V rámci systému palem je řazen do podčeledi Coryphoideae a tribu Chuniophoeniceae. Nejblíže příbuzným rodem je podle výsledků molekulárních studií rovněž monotypický rod Tahina spectabilis, pocházející z Madagaskaru a popsaný až v roce 2008. Dalšími blízce příbuznými rody jsou Nannorrhops a Chuniophoenix, pocházející rovněž z Asie.

## Význam
Kerriodoxa je vzhledem ke svému velmi elegantnímu vzhledu a relativně nevysokému vzrůstu žádanou a atraktivní palmou, vhodnou v tropech pro chráněná stanoviště. Lze ji pěstovat i v kontejnerech. Je pěstována v tropickém skleníku Pražské botanické zahrady v Tróji, kde v roce 2015 poprvé vykvetla.